# Haltiala

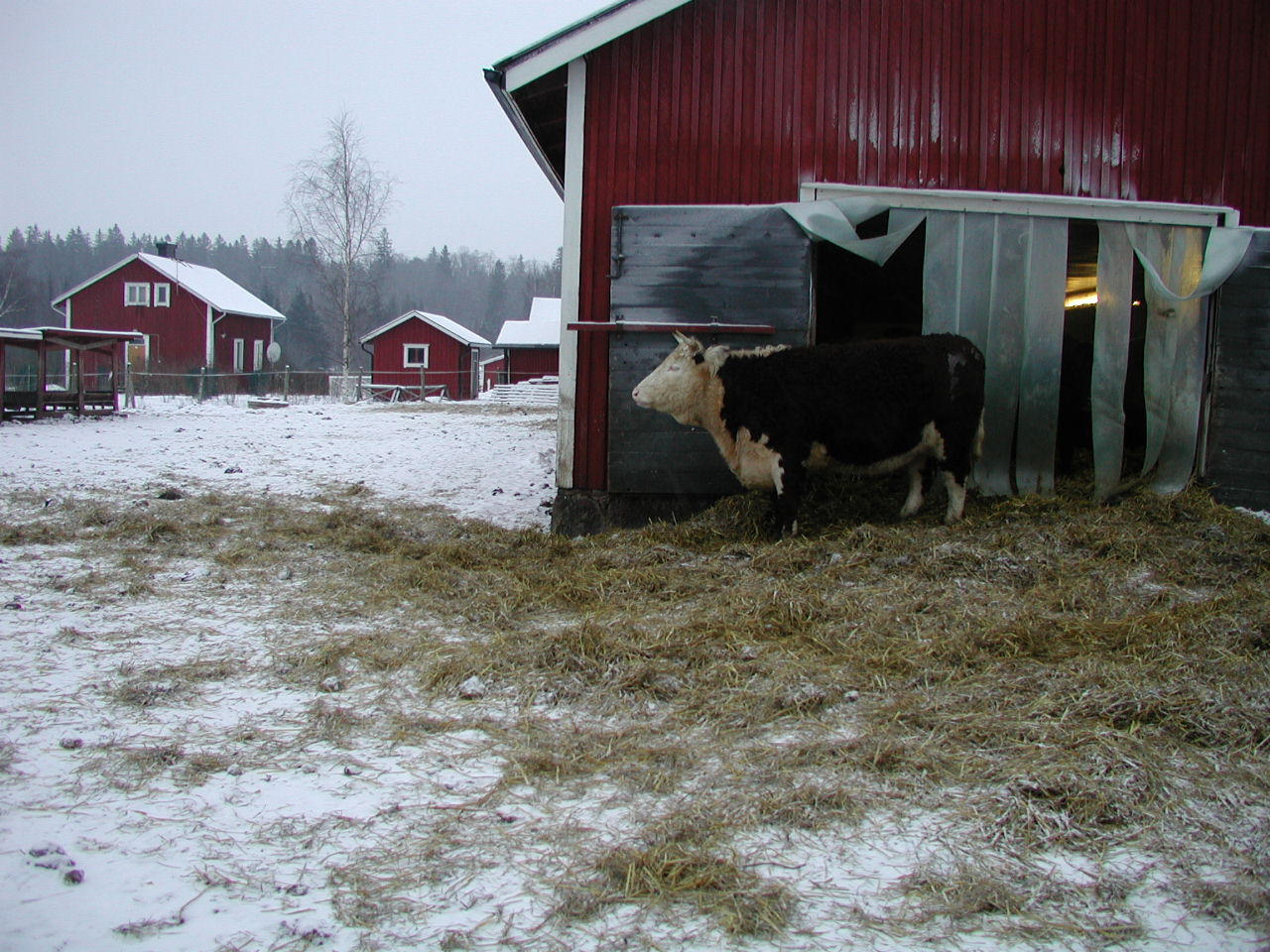
La ferme pédagogique de Haltiala, propriété de la Ville d'Helsinki.

Haltiala (en suédois : Tomtbacka) est une section du quartier de Tuomarinkylä à Helsinki en Finlande.

## Description
Haltiala a une superficie de 5,76 km2, sa population s'élève à 16 habitants(1.1.2010) et elle offre 31 emplois (31.12.2008).